# 2020 en santé et médecine
| Années de la santé et de la médecine : 2017 - 2018 - 2019 - 2020 - 2021 - 2022 - 2023    |
| Décennies de la santé et de la médecine : 1990 - 2000 - 2010 - 2020 - 2030 - 2040 - 2050 |

L'année 2020 est marquée par une pandémie de COVID-19 provoquée par le coronavirus SARS-CoV-2.

## Évènements

### Pandémie de COVID-19
- 23 janvier : à cause de l'épidémie du coronavirus, le gouvernement chinois place en quarantaine toute la métropole de Wuhan (11 millions d'habitants) et les villes de Huanggang (7.5 millions d'habitants) et Ezhou.
- 19 février : une équipe de chercheurs de l'Université du Texas à Austin et des National Institutes of Health dirigée par Jason McLellan publie dans Science la carte en 3D de la structure moléculaire du SARS-CoV-2, le « coronavirus de Wuhan » responsable de l'épidémie de maladie à coronavirus 2019, obtenue par cryo-microscopie électronique, ce qui devrait faciliter la mise au point de vaccins et de médicaments antiviraux[1] ;
- 9 mars : confronté à une flambée épidémique de maladie à coronavirus 2019, le gouvernement italien place l'ensemble du pays en quarantaine.
- 11 mars : l'Organisation mondiale de la santé reclasse officiellement la flambée de COVID-19 d'épidémie à pandémie.
- 15 mars : début de la quarantaine de 2020 en Espagne à cause de la pandémie de covid-19.
- 17 mars :  début de la quarantaine de 2020 en France à cause de la pandémie de covid-19.
- Fin avril : toujours en pleine pandémie, des pics de nouveaux cas recensés de la maladie de Kawasaki (bien que faible en nombres absolus) dans plusieurs pays d'Europe amènent les chercheurs à s'interroger sur un lien entre le covid-19 et cette maladie, et de manière plus générale si elle aurait une cause infectieuse et/ou serait liée à une surproduction de cytokine.
- 22 juin : une équipe de chercheurs chinois annonce dans Science avoir découvert, dans le sang de 10 patients qui ont guéri du covid-19, l'anticorps 4A8 efficace contre le coronavirus SARS-CoV-2, qui neutralise ce coronavirus en empêchant sa protéine Spike de fonctionner, alors que cette protéine est indispensable au virus pour infecter des cellules[2].
- 20 juillet : publication d'une étude menée par le service de pédiatrie générale de l'hôpital Robert Debré à Paris relève que ses admissions de cas de Maladie de Kawasaki ont augmenté de +497% en avril 2020 deux semaines après le pic de l'épidémie de covid-19 en France, puis qu'ils se sont effondrés durant le confinement, le coronavirus SARS-CoV-2 étant le seul agent infectieux circulant à grande échelle en France à cette période cela prouve le lien entre le coronavirus et Kawasaki[3] ; cette forme de la maladie est nommée Kawa-Covid-19[3].
- 15 août : détection (annoncée par l'Université de Hong Kong le 24 août) du premier cas confirmé de réinfection au coronavirus SARS-CoV-2 d'un patient qui en avait déjà guéri, chez un homme de 33 ans à Hong Kong qui avait guéri en mars 2020 d'une forme légère du covid-19 et qui a été testé à nouveau positif au SARS-CoV-2 en tant que porteur asymptomatique[4].
- 30 août : le nombre de cas de contamination par le covid-19 dans le monde atteint les 25 millions, à cette date la maladie a causé 842 000 morts[5].
- 28 septembre : l'Organisation mondiale de la santé annonce que depuis le début de la pandémie plus de 1 million de personnes sont mortes du covid-19[6].
- 21 octobre : la population de l'Irlande est reconfinée pour six semaines.
- 14 décembre : le gouvernement britannique lance une alerte à propos de la mutation N501Y du coronavirus SARS-CoV-2, apparu fin septembre dans le sud-est de l'Angleterre, car cette mutation rendrait le virus 70% plus contagieux mais pas plus grave[7],[8] ; dans les jours suivants, plusieurs pays suspendent leurs liaisons avec le Royaume-Uni, et l’Écosse ferme la frontière intérieure avec l'Angleterre.

### Autres évènements
- 19 février : publication d'un article du professeur Michaël Grynberg dans la revue Annals of Oncology, qui révèle la naissance, en juillet 2019 à l'Hôpital Antoine-Béclère à Clamart en France, d'un enfant d'une femme de 34 ans qui ne parvenait pas à être enceinte à cause d'un traitement contre le cancer du sein, ce qui a été permis grâce à une technique de prélèvement puis de vitrification d'ovocytes immatures avant le début du traitement, suivi par une maturation in-vitro et une insémination in-vitro, puis une implantation de l'ovule après la fin du traitement contre le cancer, ce qui constitue une première mondiale à la fois dans les domaines de la médecine de la reproduction et de l'oncologie (la technique actuelle se faisant surtout sur des ovocytes matures et non-vitrifiés)[9].
- 10 mars : la guérison du « patient de Londres » est confirmée, deuxième cas mondial de guérison d'un patient atteint du VIH[10].
- 31 mars : annonce par une équipe des chercheurs australiens des universités de Brisbane et Queensland dans la revue Frontiers in Oncology de la détection d'un cancer des voies aérodigestives supérieures causé par un papillomavirus grâce à un test salivaire, alors qu'il était encore asymptomatique et que la tumeur ne mesurait que 2mm et était invisible à l’œil nu, première fois qu'un cancer est détecté grâce à un test salivaire[11],[12] - le patient était considéré comme guéri en juin 2020 car la détection très précoce a permis de retirer la tumeur grâce à une simple ablation des amygdales[12].
- 4 mai : une équipe de scientifiques britanniques et kényans annonce dans Nature Communications la découverte en septembre 2019 de Microsporidia MB, un microbe parasite de la division des champignons microsporidia qui empêche les moustiques de transporter la malaria ; l'équipe pense qu'il peut potentiellement être utilisé pour contrôler la malaria, s'ils parviennent à comprendre comment le microbe se répand et comment il bloque la maladie[13],[14].
- 6 août : le Congrès de Oaxaca (Mexique) interdit la vente de boissons sucrées et de junk food aux mineurs, le même jour où Public Health Nutrition révèle que Coca-Cola Enterprises a financé des études pseudo-scientifiques pour essayer de faire croire que les boissons sucrées ne contribueraient pas à l'obésité.
- 25 août :
  - l'Organisation mondiale de la santé déclare la poliomyélite officiellement éradiquée d'Afrique, il ne reste alors plus de deux pays dans le monde a connaître un faible nombre de nouvelles contaminations, l'Afghanistan (29 cas en 2020) et le Pakistan (58 cas)[15] ;
  - le Togo devient le premier pays africain à éradiquer la maladie du sommeil de son territoire[15] ;
  - l'épidémie de rougeole en République démocratique du Congo qui a tué environ 7000 enfants en 25 ans est officiellement terminée[15].
- 30 septembre : mort de Timothy Ray Brown, le patient de Berlin, des suites d'une leucémie aigüe myéloïde[16].
- 5 octobre : le prix Nobel de physiologie ou médecine est attribué à Harvey J. Alter, Michael Houghton et Charles M. Rice pour leur découverte du virus de l'hépatite C.
- 26 octobre : en France, transposition dans l’Arrêté du 26 octobre 2020 fixant la liste des substances, mélanges et procédés cancérogènes au sens du code du travail[17], de la directive européenne (UE) 2017/2398 du Parlement européen et du Conseil du 12 décembre 2017 définissant comme cancérogènes 9 types de travaux[18].

## Décès
- 9 janvier : Robert Molimard (né en 1927), médecin tabacologue français.
- 10 janvier : 
  - mort de Serge Stoléru (né en 1952), médecin, psychiatre et chercheur à l'INSERM, des suites d'une insuffisance cardiaque[19].
  - André Capron (né en 1930), immunologiste et parasitologue français.
- 5 février : Yves Pouliquen (né en 1931), essayiste et ophtalmologue français.
- 4 mars : Jacques Leibowitch (né en 1942), médecin français, chercheur reconnu pour ses contributions à la connaissance du VIH, du SIDA et de son traitement.
- 27 mars : Jacques F. Acar (né en 1931), microbiologiste et infectiologue français, spécialiste de la sensibilité et de la résistance aux antibiotiques.
- 26 juin : Michel Reynaud (né en 1950), psychiatre et addictologue français.
- 4 août : Jean-Paul Grangaud (né en 1938), pédiatre et professeur d'université franco-algérien.
- 5 août : Hawa Abdi (née en 1947), gynécologue et militante des droits de l'Homme somalienne.
- 19 août : assassinat de Riham Yakoub (née en 1991), médecin, défenseur irakienne des droits humains, activiste des droits civils.
- 21 août : Mohamed Gueddiche (né en 1942), médecin tunisien.
- 28 août : Jean-Pierre Dickès (né en 1942), médecin, historien régionaliste, éditeur, essayiste et militant catholique français.
- 29 août : Sivaramakrishna Iyer Padmavati (né en 1917), cardiologue indienne, première femme à exercer cette profession en Inde.
- 13 septembre : Bernard Debré (né en 1944), urologue et homme politique français.
- 18 octobre : François-Yves Guillin (né en 1921), résistant, médecin rhumatologue et historien de la Résistance.
- 21 octobre : John Michael Lane (né en 1936), épidémiologiste américain.
- 24 octobre : Claude Sureau (né en 1927), médecin français.
- 2 novembre : Ahmed Laraki (né en 1931), médecin et homme d'État marocain.
- 4 novembre : Jacques Glowinski (né en 1936), pharmacien et chercheur en biologie spécialisé en neurobiologie et neuropharmacologie.
- 5 novembre : Janine Puget (née en 1926), psychiatre argentine d'origine française.
- 8 novembre : Jean-Yves Nau (né en 1952), médecin et journaliste scientifique français.